# Saison 3 de Mike Tyson Mysteries
Chronologie
Saison 2 Saison 4
Cet article présente les épisodes de la troisième saison de la série télévisée d'animation Mike Tyson Mysteries.
Elle est diffusée depuis le 20 novembre 2020 sur Adult Swim.

## Épisodes

### Épisode 1:Trouver un toit
- France : 20 novembre 2020 sur Adult Swim

### Épisode 2:Le commencement
- France : 20 novembre 2020 sur Adult Swim

### Épisode 3:Lettres d'amour
- France : 20 novembre 2020 sur Adult Swim

### Épisode 4:Partie de pêche
- France : 20 novembre 2020 sur Adult Swim

### Épisode 5:Foxcroft - Académie pour garçons
- France : 20 novembre 2020 sur Adult Swim

### Épisode 6:Le Musée Minier
- France : 20 novembre 2020 sur Adult Swim

### Épisode 7:Les ailes brisées
- France : 20 novembre 2020 sur Adult Swim

### Épisode 8:L’anneau de feu
- France : 20 novembre 2020 sur Adult Swim

### Épisode 9:Mystère à Wall Street
- France : 20 novembre 2020 sur Adult Swim

### Épisode 10:Une vie de chien
- France : 20 novembre 2020 sur Adult Swim

### Épisode 11:Spring Break
- France : 20 novembre 2020 sur Adult Swim

### Épisode 12:À la station de lavage
- France : 20 novembre 2020 sur Adult Swim

### Épisode 13:Bon voisinage
- France : 20 novembre 2020 sur Adult Swim

### Épisode 14:Mon mystère préféré
- France : 20 novembre 2020 sur Adult Swim

### Épisode 15:Tyson d'arabie
- France : 20 novembre 2020 sur Adult Swim

### Épisode 16:Carol
- France : 20 novembre 2020 sur Adult Swim

### Épisode 17:Mike tysonland
- France : 20 novembre 2020 sur Adult Swim

### Épisode 18:Le cadeau
- France : 20 novembre 2020 sur Adult Swim

### Épisode 19:Les "Bitch" de Newport Beach
- France : 20 novembre 2020 sur Adult Swim

### Épisode 20:Rattrapé par son passé
- France : 20 novembre 2020 sur Adult Swim